# محمد خلوف
محمد عزو خلوف كان ضابطًا سوريًا برتبة عميد ورئيس فرع فلسطين (المعروف أيضًا باسم فرع 235) بين عامي 2009 و2014. وتميّزت فترة ولايته بانتهاكات واسعة النطاق لحقوق الإنسان، بما في ذلك الاعتقالات التعسفية، التعذيب المنهجي، الاختفاء القسري، والقتل خارج نطاق القضاء للمعتقلين.

## فرع فلسطين
تحت قيادته، أصبح الفرع 235 سيئ السمعة بسبب الانتهاكات الشديدة التي ارتكبتها المخبارات العسكرية السورية. تشير التقارير إلى أن أكثر من 500 معتقل توفوا نتيجة للتعذيب والمعاملة اللاإنسانية خلال فترة ولايته. كان الفرع متورطًا في انتهاكات واسعة النطاق لحقوق الإنسان، بما في ذلك الوفيات تحت التعذيب والمعاملة المهينة للسجناء.

## العقوبات والاتهامات
تم فرض عقوبات على خلوف من قبل المملكة المتحدة والاتحاد الأوروبي وكندا لدوره في هذه الجرائم. كما تم تورطه في اغتيال رئيس وزراء لبنان السابق رفيق الحريري في عام 2005.

## الانتقال والمسيرة المهنية اللاحقة
في أبريل 2014، تم نقل خلّوف من الفرع 235 إلى اللاذقية وتم استبداله باللواء ياسين ضاحي.

## الوفاة
في 29 يناير 2025، تم إعدام خلوف على يد مؤيدي أحمد الشرع.

## أنظر أيضًا
- فرع فلسطين